# زائفة ركبية
زائفة ركبية (الاسم العلمي: Pseudomonas geniculata) هي نوع من البكتيريا تتبع جنس الزائفة من فصيلة الزوائف.